# Chilothorax fritschi
Chilothorax fritschi är en skalbaggsart som beskrevs av Vladimir Balthasar 1933. Chilothorax fritschi ingår i släktet Chilothorax och familjen Aphodiidae. Inga underarter finns listade i Catalogue of Life.